# Aracana aurita
Aracana aurita är en fiskart som först beskrevs av Shaw 1798.  Aracana aurita ingår i släktet Aracana och familjen Aracanidae. Inga underarter finns listade i Catalogue of Life.

## Bildgalleri

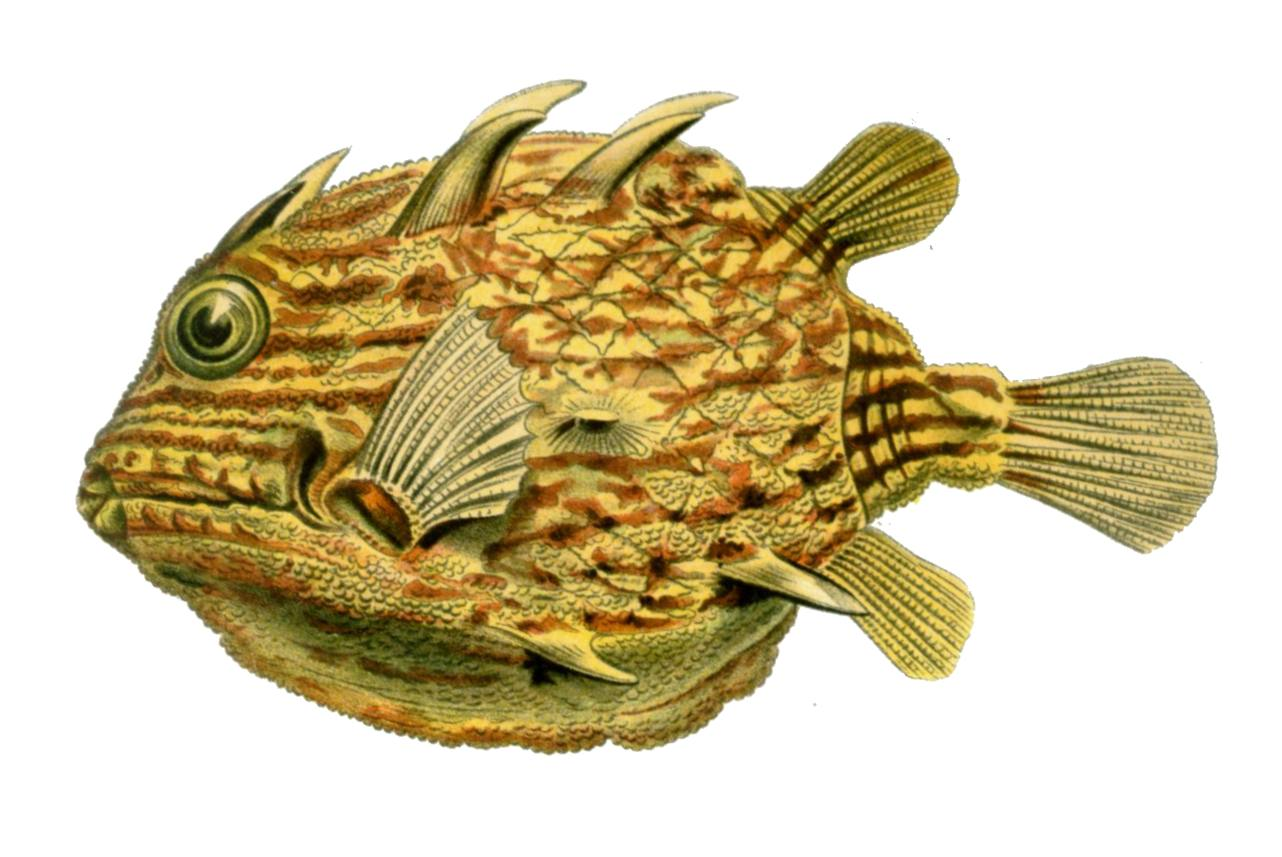